# رادیو ترانک
سیستم‌های رادیوترانک مشابه سیستم‌های تلفنی راه دور می‌باشد که مشترکین می‌توانند از یک کانال یا فرکانس به صورت مشترک استفاده نمایند. دراین روش تجیهزات جانبی شامل تکرار کننده‌های رادیویی، ایستگاه‌های اصلی و آنتن‌ها به صورت مشترک استفاده می‌شود و هزینه‌های اصلی کاهش می‌یابند. این سیستم‌ها در ابتدای به کارگیری برای ارتباطات سیار استفاده می‌شد ولی باتوجه به باند فرکانسی دردسترس در محدوده (UHF, VHF، ۸۰۰MHz و ۹۰۰MHz )با شرایطی می‌توان برای مخابرات ثابت هم استفاده نمود.
برای استفاده حداکثر از کانالهای دردسترس، سیستم‌های رادیوترانک دارای سیستم کنترل کانال از نوع میکروپروسسوری بود که وظیفه کنترل کانال را از نظر انتقال یا در دسترس بودن به عهده دارد که بتوان از طرف تعداد زیادی مصرف‌کننده استفاده شود. برحسب نیاز از کانالهای رادیوترانک دیجیتالی برای ارتباط داده و صحبت می‌توان استفاده نمود. ارسال داده‌های کوتاه مدت در هنگام صحبت کردن که دارای زمان مکث و تأخیر می‌باشند امکانپذیر است. بررسی‌های انجام شده نشان می‌دهد که ارتباط ترمینال‌های داده سیستم کنترل و نظارت (جمع‌آوری اطلاعات) از طریق سیستم‌های رادیوترانک بسیار با ارزش می‌باشد و به سهولت می‌توان ظرفیت‌های موجود را افزایش داد.

## استاندارد
استاندارد مرتبط با کنترل کانال رادیوترانک سیار خصوصی MPT۱۳۲۷می‌باشد که برای باندهای VHF(۱۳۶-۱۷۴ MHz) و UHF(۴۰۳-۴۷۰MHz) توصیه شده‌است.

## مشخصات کلی سیستم رادیوترانک
- سرعت ارسال داده : کم
- خطای بیت : متوسط
- هزینه تجهیزات : خیلی کم
- قابلیت اتصال به شبکه تلفن سوئیچینگ شهری (PSTN)
- امکان برقراری ارتباط رادیویی مشخص یا گروهی